# Новоникольское (Новоникольский сельский округ)
Новоникольское (каз. Новоникольское) — село в Кызылжарском районе Северо-Казахстанской области Казахстана. Административный центр Новоникольского сельского округа. Код КАТО — 595055100.

## Население
В 1999 году население села составляло 1233 человека (582 мужчины и 651 женщина). По данным переписи 2009 года, в селе проживало 1238 человек (586 мужчин и 662 женщины).